# Narodni pokret za oslobođenje Angole
Narodni pokret za oslobođenje Angole (port. Movimento Popular de Libertação de Angola, MPLA), jedno vrijeme imena Narodni pokret za oslobođenje Angole - Stranka rada (port. Movimento Popular de Libertação de Angola – Partido do Trabalho), politička stranka koja je vladala Angolom otkako se osamostalila i prestala biti portugalska kolonija 1975. godine. Borila se protiv Portugalskih oružanih snaga (Portugalske vojske i dr.) u Angolskom ratu za neovisnost (port. Guerra de Independência de Angola, Luta Armada de Libertação Nacional) od 1961. – 1974., koji je bio dio portugalskih ratova za zadržavanje kolonija (port.  Guerra Colonial, Guerra de Libertação, Guerra do Ultramar, Guerra de África) te porazila snage Nacionalne unije za potpunu neovisnost Angole ((UNITA) i Nacionalnu oslobodilačku frontu Angole (FNLA), druga dva antikolonijalna pokreta u angolskom građanskom ratu koji je trajao od 1975. do 2002. godine. 
Član asocijacije Bivših osloboditeljskih pokreta južne Afrike.

## Vanjske poveznice
- Službene stranice
- WorldCat